# Die Hinzenmännchen
Die Hinzenmännchen, auch Der Hinzenturm genannt, ist eine der Aachener Sagen und Legenden. Die Erzählung berichtet von einem Volk von Gnomen oder Kobolden, die Hinzen- beziehungsweise Heinzenmännchen genannt wurden und den Kölner Heinzelmännchen ähnelten. Der Sage nach sollen sie unter dem Hinzenturm, einem Wehrturm der Aachener Stadtmauer, gewohnt haben.

## Handlung
Unter der Emmaburg, die an der Stelle errichtet wurde, an der Eginhard und Emma nach ihrer Verbannung vom Hof gewohnt hatten, gab es ein weit verzweigtes Höhlensystem. Dort hauste ein Volk von Gnomen oder Kobolden, die Hinzen- oder Heinzenmännchen genannt wurden. Tagsüber waren sie nicht zu sehen, aber nachts trieben sie ihr Unwesen. Ab Mitternacht streiften sie durch die Gegend und machten ein Geklapper und Getöse an den Haustüren, dass die Einwohner dachten, das Wilde Heer zöge vorüber. Um ein Uhr zogen sie sich wieder in ihr Höhlensystem zurück, wo sie an langen Tischen aßen, Wein tranken und Lieder sangen. Um dem Spuk ein Ende zu bereiten, bauten die Bewohner der umliegenden Dörfer gemeinsam eine Kapelle am Fuß des Burgfelsens. Sobald die Glocke der Kapelle zum ersten Mal läutete, verschwanden die Hinzenmännchen aus der Gegend.
Durch das unterirdische Höhlensystem gelangten sie nach Aachen, wo sie sich unter dem Hinzenturm niederließen. Zu bestimmten Zeiten im Jahr feierten sie große Feste, für die sie sich das Geschirr von den Aachener Bürgern ausliehen. Dazu zogen sie von ihrem Turm aus nachts durch die Hinzengasse zur Kölnstraße hinab, von wo aus sie sich durch die Stadt verteilten. Am Tag vor dem Fest kündigten sie sich durch Gerassel unter dem Küchengeschirr an. Jeder Haushalt musste dann am nächsten Tag ein blankgescheuertes Kupfergeschirr für die Türe stellen, dass die Hinzenmännchen abholten und nach ihrem Fest ebenso blankgescheuert wieder zurückstellten. Wer kein Geschirr herausstellte, in dessen Haus polterte es die ganze Nacht, so dass die Bewohner keinen Schlaf fanden. Wessen Geschirr nicht sauber war, fand morgens nicht nur dieses, sondern das ganze Haus mit Kot und Schmutz beschmiert vor.
Eines Tages kamen zwei Kriegsgesellen nach Aachen. Sie machten sich über das Herausstellen des Geschirrs lustig und meinten, sie würden den Hinzenmännchen statt blanken Geschirrs ihre blanken Degen zeigen. Sie setzten sich abends vor die Tür des Wirtshauses und tranken. Auf einmal gerieten sie miteinander in Streit und trieben einander mit ihren Degen die Hinzengasse hinauf zum Hinzenturm. Dort fand man sie am nächsten Morgen tot. Sie hatten sich gegenseitig durchbohrt.
So trieben die Hinzenmännchen lange Jahre hindurch ihr Unwesen. Erst der Bau des Aachener Regulierherrenklosters in der Nähe des Hinzenturms vertrieb sie auch von dort. Seither hat niemand mehr etwas von ihnen gehört.

## Varianten
Alfred von Reumont überliefert auch zwei Trinklieder, die die Hinzenmännchen bei ihrem nächtlichen Gelagen sangen. Ein Jäger, der sie nachts belauscht hatte, verlor den Verstand, hatte nur noch die Lieder im Sinn und stürzte sich in eine Felsschlucht.
Bei Joseph Müller erscheint die Vorgeschichte mit der Emmaburg nicht. Dafür traten in seiner Version der Sage die Hinzenmännchen nicht nur als nachts feiernde und lärmende Plagegeister auf, sondern machten sich auch nützlich. So nähten sie bei Schneidern und Schustern, hobelten und leimten bei Schreinern oder feilten bei Schlossern. Man musste nur abends die Arbeit vorbereiten, dann war sie am nächsten Morgen gemacht. Als Beispiel nennt Müller ein Bäckerehepaar, dem das Brot nicht recht gelingen wollte und die daher nur wenig verkauften. Da begann ein Hinzenmännchen, ihnen zu helfen. Als der Bäcker eines Tages früh am Morgen in die Backstube trat, sah er, dass alles schon fertig gebacken war. Von da an mussten die Bäckersleute nur noch abends alles herrichten und morgens das fertige Gebäck aus dem Backhaus herausholen und verkaufen. Weil das Brot eine gute Qualität hatte, kam immer mehr Kundschaft, und die Bäckersleute waren schon bald sehr wohlhabend. Da ließ die Bäckersfrau als Dank für das Hinzenmännchen einen kleinen Anzug und Stiefel machen. Am Abend kam das Hinzenmännchen, zog Anzug und Stiefel an und setzte sich auf einen Mehlsack. Der Bäcker fragte, ob er heute nicht arbeiten wolle. Das Hinzenmännchen antwortete: „Ich nun ein Herrlein bin, ich nicht mehr wirken will“, verschwand und kam nie wieder.
In Ludwig Bechsteins Version der Sage wussten die Aachener zunächst nicht, was sie gegen die nächtlichen Poltergeister unternehmen könnten, die sie um ihren Schlaf brachten. Erst ein von weit her kommender Wandersgeselle habe ihnen erzählt, solche Zwergvölker gebe es auch in Thüringen und Sachsen. Dort helfe es am besten, abends ein metallenes oder tönernes Geschirr vor die Tür zu stellen. Das würden die Hinzenmännchen nachts benutzen und morgens unversehrt zurückstellen und die Leute dafür schlafen lassen.

## Überlieferung
Die Erzählung wurde zunächst mündlich überliefert. Schriftlich fixiert ist sie unter anderem in folgenden Sammlungen:
- Alfred von Reumont: Aachens Liederkranz und Sagenwelt, 1829[3]
- Alfred von Reumont: Rheinlands Sagen, Geschichten und Legenden, 1837[5]
- Ludwig Bechstein: Deutsches Sagenbuch, 1853[6]
- Joseph Müller: Aachens Sagen und Legenden, 1858[4]
- Johann Georg Theodor Grässe: Sagenbuch des Preußischen Staates, Band 2, Glogau 1871[7]